# 約瑟芬·貝克
約瑟芬·貝克（英語：Josephine Baker；1906年6月3日—1975年4月12日；或譯喬瑟芬·貝克）是美國出生的非裔法國藝人與演員。她於1937年成為法國公民。貝克以身為歌手聞名，但她在演藝生涯早期也是位馳名的舞者。她被暱稱為「黑人維納斯」或「黑珍珠」，在英語國家並有美名「克里奧爾女神」。在法國，她的法文名稱為「La Baker」。

## 生平

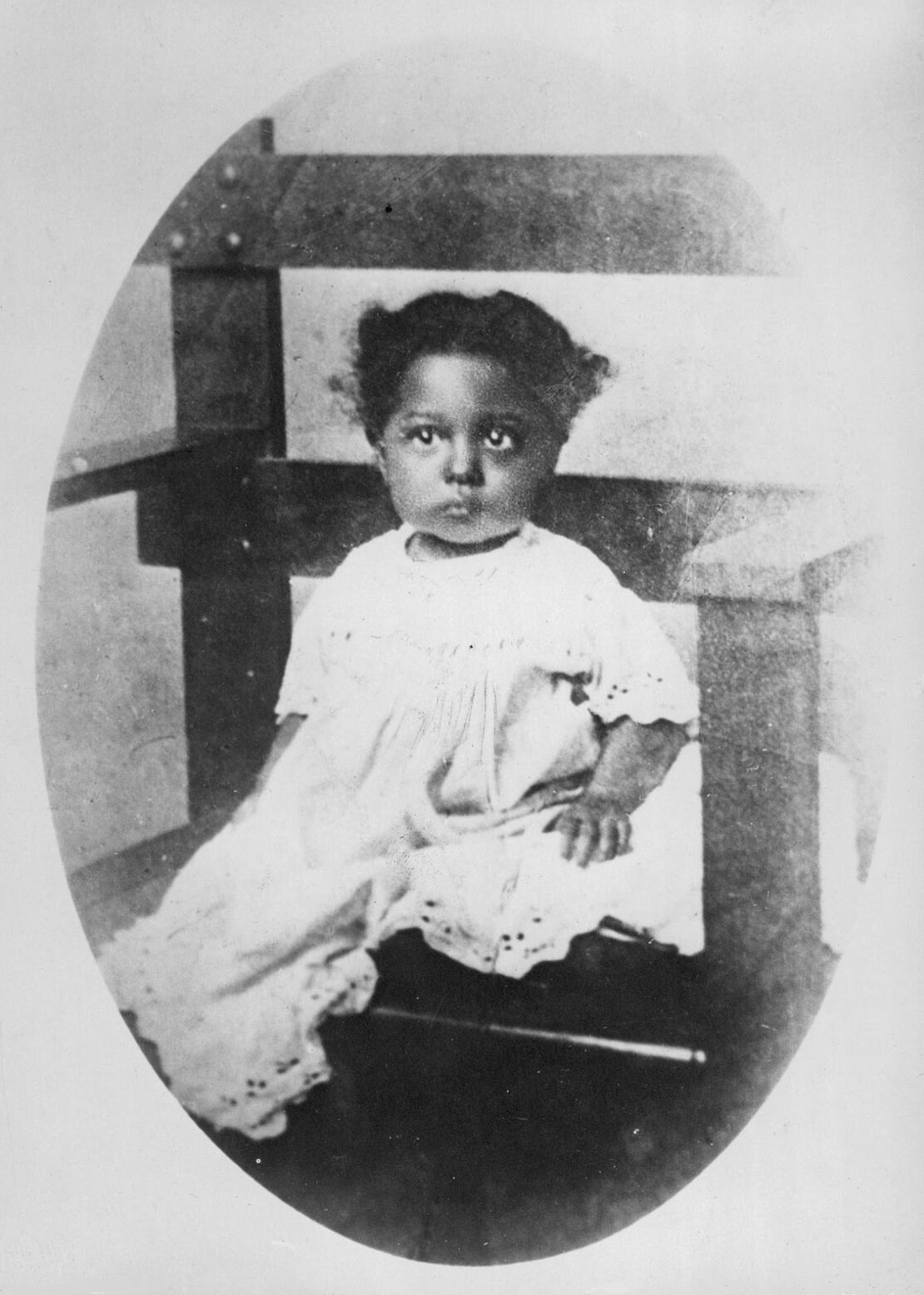
摄于1908年左右

貝克出身自美國聖路易的貧民窟，家境貧困，僅以翻拾垃圾桶維生。但她的樂觀天性和舞蹈天分被發掘，加入了聖路易合唱團展開歌舞生涯。不久，她在歐洲巡迴時取得了驚人的成功。
貝克是第一位主演主流電影、登上美國音樂廳及成為國際知名藝人的非裔美國女性。她也以為美國民權運動的貢獻著稱（科麗塔·史考特·金恩曾在1968年、馬丁·路德·金遭刺以後，邀請她擔任運動的領袖，但她婉拒了）。
二次大戰爆發後，貝克被法國情報局吸收作為間諜，在歐洲各地表演並暗中蒐集德國或義大利的情報。1940年法國陷落之後，鑑於對法國的情感，她熱情地投身於法國抵抗運動，以藝人身分掩護其他抵抗軍成員活動，還在北非舉辦多次勞軍表演。戰後貝克榮獲榮譽軍團勳章，也是首位出生美國、榮獲法國軍事榮譽英勇十字勳章的女性。
1949年貝克回到女神遊樂廳。身為戰時的英雄，貝克成功接演嚴肅性質的節目，重新成為巴黎最受歡迎的藝人之一。
1951年貝克在美國邁阿密演出大受好評，接著又在全美巡迴表演，各地俱樂部的票全告售罄。然而巨大的成功卻開始招惹有心人士的抨擊，甚至指控她是共產黨的同情者，貝克只得取消表演回到法國。
1966年1月，菲德尔·卡斯特罗邀請貝克到哈瓦那表演慶祝古巴革命7周年。她壯觀的表演觀眾打破當時的紀錄。1968年，貝克訪問南斯拉夫，在貝爾格勒和斯科普里露面。
1975年4月8日貝克復出表演慶祝自己50周年的演藝生涯，表演由摩納哥王妃格蕾丝·凯利贊助，演出盛況超出預期以至於得臨時增加座位。4月12日腦出血於巴黎病逝，享年68歲。法國政府為其舉行國葬，許多法國人也參與遊行來哀悼。
2021年8月，法國總統埃马纽埃尔·马克龙同意將約瑟芬·貝克入祀先賢祠，也是首位進入先賢祠的非洲裔女性。11月30日，正式入葬先賢祠。

## 外部連結
- Josephine Baker Official website
- Les Milandes- Josephine Baker's castle in France （页面存档备份，存于）
- 互聯網百老匯資料庫（IBDB）上約瑟芬·貝克的資料（英文）
- 約瑟芬·貝克在互联网电影资料库（IMDb）上的資料（英文） (self)
- 互联网电影数据库上約瑟芬·貝克的资料 (character)
- A la recherche de Joséphine official site
- A Josephine Baker photo gallery
- Discography at Sony BMG Masterworks
- Photographs of Josephine Baker （页面存档备份，存于）
- The electric body: Nancy Cunard sees Josephine Baker (2003) -- review essay of dance style and contemporary critics